# 國立西北醫學專科學校
国立西北医学专科学校是民国时期存在于兰州的一所学校。

## 历史沿革
1932年，成立甘肃学院医学专修科。
1942年，独立为国立西北医学专科学校。校址在兰州市七里河区上西园。
1945年，改为国立西北医学院兰州分院。
1946年，与国立兰州大学合并，称为国立兰州大学医学院。
1954年，独立建院，称为兰州医学院。
2004年，该校与兰州大学合并。